# Liste des œuvres de Max Reger

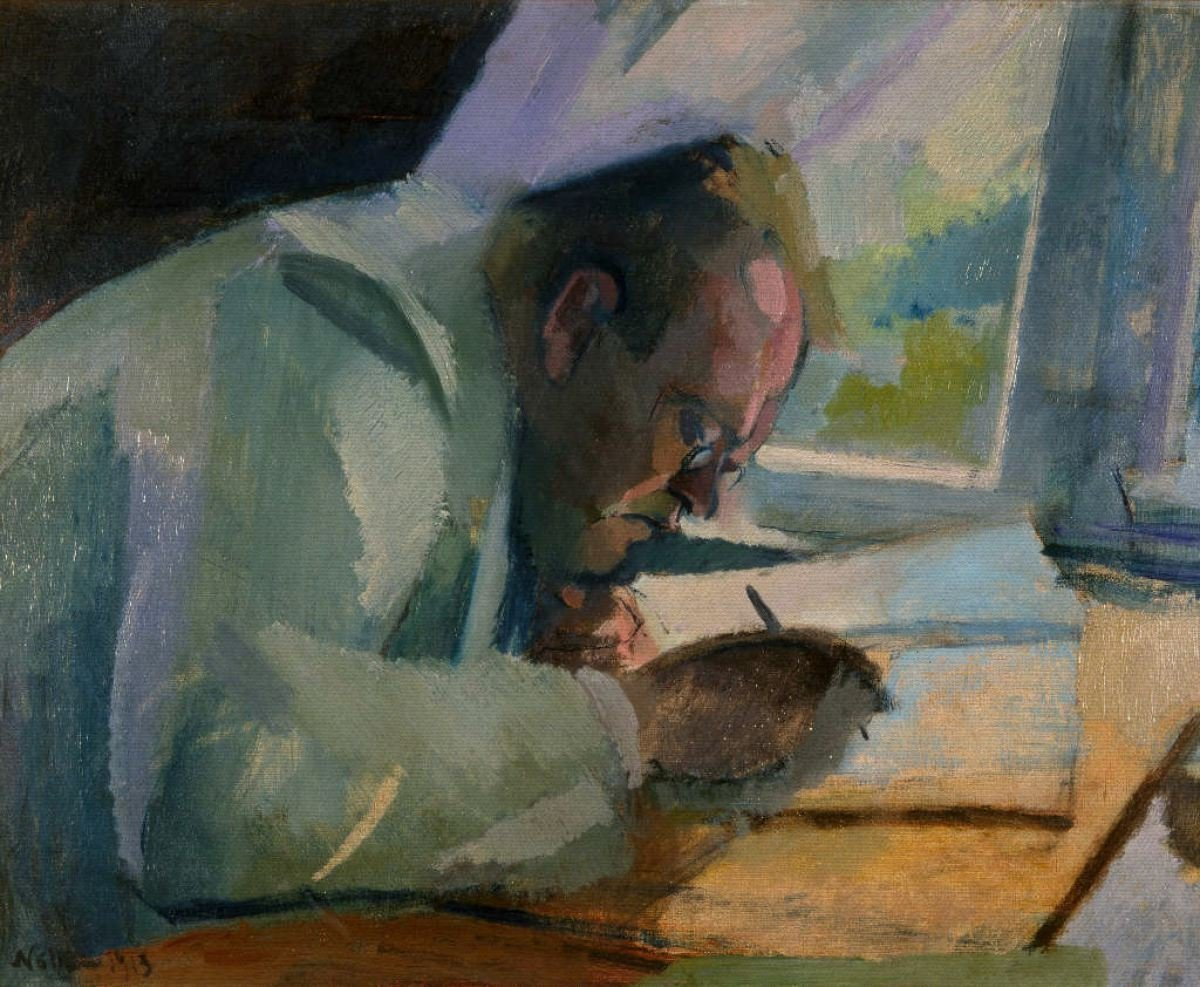
Franz Nölken: Max Reger au travail. Huile sur toile, 1913.

La liste des œuvres de Max Reger est présentée d'abord sous un catalogue thématique puis sous un catalogue chronologique, ce dernier respectant raisonnablement la chronologie de composition. Les œuvres sans numéro d'opus ne font pas partie de ces deux listes et se trouvent en fin d'article.

## Catalogue thématique

### Œuvres pour orchestre

#### Musique symphonique
| Musique symphonique |                                                   |                                                        |                 |           |
| Opus                | Titre                                             | Sous-titre / Commentaires                              | Instrumentation | Période   |
| 86                  | Variations et fugue sur un thème de Beethoven     | Transcription de l'original pour deux pianos (1915)    | Orchestre       | 1904      |
| 90                  | Sinfonietta en la majeur                          |                                                        | Orchestre       | 1904-1905 |
| 95                  | Sérénade en sol majeur                            |                                                        | Orchestre       | 1905-1906 |
| 100                 | Variations et fugue sur un thème joyeux de Hiller |                                                        | Orchestre       | 1907      |
| 108                 | Prologue symphonique à une tragédie               |                                                        | Orchestre       | 1908      |
| 120                 | Eine Lustspielovertüre                            |                                                        | Orchestre       | 1911      |
| 125                 | Suite romantique                                  |                                                        | Orchestre       | 1912      |
| 128                 | Quatre Poèmes symphoniques d'après A. Böcklin     |                                                        | Orchestre       | 1913      |
| 130                 | Suite de ballet en ré majeur                      |                                                        | Orchestre       | 1913      |
| 132                 | Variations et fugue sur un thème de W. A. Mozart  | Existe un arrangement pour deux pianos op. 132a (1914) | Orchestre       | 1914      |
| 140                 | Eine vaterländische Ouvertüre                     |                                                        | Orchestre       | 1915      |

#### Concertos
| Concertos |                                              |                           |                   |           |
| Opus      | Titre                                        | Sous-titre / Commentaires | Instrumentation   | Période   |
| 50        | Deux romances pour violon et petit orchestre |                           | Violon, orchestre | 1900      |
| 101       | Concerto pour violon en la majeur            |                           | Violon, orchestre | 1907-1908 |
| 114       | Concerto pour piano en fa mineur             |                           | Piano, orchestre  | 1910      |
| 123       | Concert dans le style ancien en fa majeur    |                           | Orchestre         | 1912      |
| 147       | Andante et rondo                             |                           | Violon, orchestre | 1916      |

### Musique de chambre

#### Quintettes
| Quintettes |                                        |                           |                                          |           |
| Opus       | Titre                                  | Sous-titre / Commentaires | Instrumentation                          | Période   |
| op. post   | Quintette avec piano n° 1 en do mineur |                           | 2 violons, alto, violoncelle, piano      | 1897-1898 |
| 64         | Quintette avec piano n° 2 en do mineur |                           | 2 violons, alto, violoncelle, piano      | 1901-1902 |
| 146        | Quintette pour clarinette et cordes    |                           | 2 violons, alto, violoncelle, clarinette | 1916      |

#### Quatuors à cordes
| Quatuors à cordes |                                          |                                        |                              |           |
| Opus              | Titre                                    | Sous-titre / Commentaires              | Instrumentation              | Période   |
| /                 | Quatuor à cordes n° 0 en la mineur       | Contrebasse optionnelle dans le finale | 2 violons, alto, violoncelle | 1888-1889 |
| 54                | Quatuor à cordes no 1 en sol mineur      |                                        | 2 violons, alto, violoncelle | 1901      |
| 54                | Quatuor à cordes no 2 en la majeur       |                                        | 2 violons, alto, violoncelle | 1901      |
| 74                | Quatuor à cordes no 3 en ré mineur       |                                        | 2 violons, alto, violoncelle | 1903-1904 |
| 109               | Quatuor à cordes no 4 en mi bémol majeur |                                        | 2 violons, alto, violoncelle | 1909      |
| 121               | Quatuor à cordes no 5 en fa dièse mineur |                                        | 2 violons, alto, violoncelle | 1911      |

#### Quatuors avec piano
| Quatuors avec piano |                                      |                           |                                  |         |
| Opus                | Titre                                | Sous-titre / Commentaires | Instrumentation                  | Période |
| 113                 | Quatuor avec piano n° 1 en la mineur |                           | Violon, alto, violoncelle, piano | 1910    |
| 133                 | Quatuor avec piano n° 2 en la mineur |                           | Violon, alto, violoncelle, piano | 1914    |

#### Trios à cordes
| Trios à cordes |                                 |                           |                           |         |
| Opus           | Titre                           | Sous-titre / Commentaires | Instrumentation           | Période |
| 77b            | Trio à cordes n° 1 en la mineur |                           | Violon, alto, violoncelle | 1904    |
| 141b           | Trio à cordes n°2 en ré mineur  |                           | Violon, alto, violoncelle | 1915    |

#### Trios avec piano
| Trios avec piano |                                   |                           |                            |           |
| Opus             | Titre                             | Sous-titre / Commentaires | Instrumentation            | Période   |
| 2                | Trio avec piano n° 1 en si mineur |                           | Violon, alto, piano        | 1891      |
| 102              | Trio avec piano n° 2 en mi mineur |                           | Violon, violoncelle, piano | 1907-1908 |

#### Sérénades pour flûte, violon et alto
| Sérénades pour flûte, violon et alto |                             |                           |                     |         |
| Opus                                 | Titre                       | Sous-titre / Commentaires | Instrumentation     | Période |
| 77a                                  | Sérénade n° 1 en ré majeur  |                           | Flûte, violon, alto | 1904    |
| 141a                                 | Sérénade n° 2 en sol majeur |                           | Flûte, violon, alto | 1915    |

#### Sonates pour violon et piano
| Sonates pour violon et piano |                                                     |                           |                 |         |
| Opus                         | Titre                                               | Sous-titre / Commentaires | Instrumentation | Période |
| 1                            | Sonate pour violon et piano n° 1 en la mineur       |                           | Violon, piano   | 1890    |
| 3                            | Sonate pour violon et piano n° 2 en ré majeur       |                           | Violon, piano   | 1891    |
| 41                           | Sonate pour violon et piano n° 3 en la majeur       |                           | Violon, piano   | 1899    |
| 72                           | Sonate pour violon et piano n° 4 en do majeur       |                           | Violon, piano   | 1903    |
| 84                           | Sonate pour violon et piano n° 5 en fa dièse mineur |                           | Violon, piano   | 1905    |
| 103b/1                       | Sonate pour violon et piano n°6 en la mineur        |                           | Violon, piano   | 1909    |
| 103b/2                       | Sonate pour violon et piano n° 7 en la majeur       |                           | Violon, piano   | 1909    |
| 122                          | Sonate pour violon et piano n° 8 en mi mineur       |                           | Violon, piano   | 1911    |
| 139                          | Sonate pour violon et piano n° 9 en do mineur       |                           | Violon, piano   | 1915    |

#### Sonates pour violoncelle et piano
| Sonates pour violoncelle et piano |                                                     |                           |                    |         |
| Opus                              | Titre                                               | Sous-titre / Commentaires | Instrumentation    | Période |
| 5                                 | Sonate pour violoncelle et piano n°1 en fa mineur   |                           | Violoncelle, piano | 1892    |
| 28                                | Sonate pour violoncelle et piano n° 2 en sol mineur |                           | Violoncelle, piano | 1898    |
| 78                                | Sonate pour violoncelle et piano n° 3 en fa majeur  |                           | Violoncelle, piano | 1904    |
| 116                               | Sonate pour violoncelle et piano n° 4 en la mineur  |                           | Violoncelle, piano | 1910    |

#### Sonates pour clarinette et piano
| Sonates pour clarinette et piano |                                                         |                                                            |                   |           |
| Opus                             | Titre                                                   | Sous-titre / Commentaires                                  | Instrumentation   | Période   |
| 49/1                             | Sonate pour clarinette et piano n° 1 en la bémol majeur |                                                            | Clarinette, piano | 1900      |
| 49/2                             | Sonate pour clarinette et piano n° 2 en fa dièse mineur |                                                            | Clarinette, piano | 1900      |
| 107                              | Sonate pour clarinette et piano n° 3 en si bémol majeur | La clarinette peut être remplacée par un alto ou un violon | Clarinette, piano | 1908-1909 |

#### Autres
| Autres |                                                     |                           |                                    |           |
| Opus   | Titre                                               | Sous-titre / Commentaires | Instrumentation                    | Période   |
| 79d    | Suite pour violon et piano                          |                           | Violon, piano                      | 1902-1904 |
| 79e    | Deux Pièces pour violoncelle et piano               |                           | Violoncelle, piano                 | 1904      |
| 87     | Deux Compositions pour violon et piano              |                           | Violon, piano                      | 1905      |
| 103a   | Hausmusik : Suite pour violon et piano en la mineur |                           | Violon, piano                      | 1908      |
| 118    | Sextuor à cordes en fa majeur                       |                           | 2 violons, 2 altos, 2 violoncelles | 1910      |
| 131b   | Trois Duos (canons et fugues) en style ancien       |                           | 2 violons                          | 1914      |

### Musique instrumentale

#### Œuvres pour orgue
| Œuvres pour orgue |                                                              |                                                             |                 |           |
| Opus              | Titre                                                        | Sous-titre / Commentaires                                   | Instrumentation | Période   |
| 7                 | Trois pièces pour orgue                                      |                                                             | Orgue           | 1892      |
| 16                | Suite pour orgue n° 1 en mi mineur                           | Existe également un arrangement pour piano 4 mains de Reger | Orgue           | 1894-1895 |
| 27                | Fantaisie pour orgue sur Ein feste Burg ist unser Gott       | Transcrit pour piano 4 mains de Richard Lange               | Orgue           | 1898      |
| 29                | Fantaisie et fugue pour orgue en do mineur                   | Transcrit pour piano 4-mains par Richard Lange              | Orgue           | 1898      |
| 30                | Fantaisie pour orgue sur Freu dich sehr, o meine Seele       |                                                             | Orgue           | 1898      |
| 33                | Sonate pour orgue n° 1 en fa dièse mineur                    |                                                             | Orgue           | 1899      |
| 40                | Deux Fantaisies pour orgue                                   |                                                             | Orgue           | 1899      |
| 46                | Fantaisie et Fugue sur B-A-C-H pour orgue                    |                                                             | Orgue           | 1900      |
| 47                | Six trios pour orgue                                         |                                                             | Orgue           | 1900      |
| 52                | Trois Choral-Fantaisies                                      |                                                             | Orgue           | 1900      |
| 56                | Cinq Préludes et fugues                                      |                                                             | Orgue           | 1901      |
| 57                | Fantaisie et Fugue symphonique                               |                                                             | Orgue           | 1901      |
| 59                | Douze Pièces                                                 |                                                             | Orgue           | 1901      |
| 60                | Sonate pour orgue n° 2 en la mineur                          |                                                             | Orgue           | 1901      |
| 63                | Monologue pour orgue                                         |                                                             | Orgue           | 1902      |
| 65                | Douze Pièces pour orgue                                      |                                                             | Orgue           | 1902      |
| 67                | Cinquante-deux Préludes-Choral                               |                                                             | Orgue           | 1902      |
| 69                | Dix Pièces d'orgue                                           |                                                             | Orgue           | 1902      |
| 73                | Variations et fugue sur un thème original en fa dièse mineur |                                                             | Orgue           | 1903      |
| 79b               | Préludes-Choral pour orgue                                   |                                                             | Orgue           | 1900-1904 |
| 80                | Douze Pièces pour orgue                                      |                                                             | Orgue           | 1904      |
| 85                | Quatre Préludes et fugues                                    |                                                             | Orgue           | 1905      |
| 92                | Suite pour orgue n° 2                                        |                                                             | Orgue           | 1905      |
| 127               | Introduction, passacaille et fugue en mi mineur              |                                                             | Orgue           | 1913      |
| 129               | Neuf Pièces                                                  |                                                             | Orgue           | 1913      |
| 135a              | Trente petits Préludes-Choral                                |                                                             | Orgue           | 1914      |
| 135b              | Fantaisie et fugue en ré mineur                              |                                                             | Orgue           | 1916      |
| 145               | Sept Pièces                                                  |                                                             | Orgue           | 1915-1916 |

#### Œuvres pour piano
| Œuvres pour piano |                                                    |                                                                   |                 |           |
| Opus              | Titre                                              | Sous-titre / Commentaires                                         | Instrumentation | Période   |
| 9                 | Douze valses-caprices pour piano à quatre mains    |                                                                   | Piano 4 mains   | 1892      |
| 10                | Vingt danses allemandes pour piano à quatre mains  | Existe également un arrangement pour petit orchestre par L. Artok | Piano 4 mains   | 1892      |
| 11                | Sept valses pour piano                             |                                                                   | Piano           | 1893      |
| 13                | Lose Blätter pour piano                            |                                                                   | Piano           | 1894      |
| 17                | Aus der Jugendzeit                                 |                                                                   | Piano           | 1895      |
| 18                | Huit improvisations                                |                                                                   | Piano           | 1896      |
| 20                | Cinq humoresques                                   |                                                                   | Piano           | 1898      |
| 22                | Six valses pour piano à quatre mains               |                                                                   | Piano 4 mains   | 1898      |
| 24                | Six pièces pour piano                              |                                                                   | Piano           | 1898      |
| 25                | Aquarelles pour piano                              |                                                                   | Piano           | 1897-1898 |
| 26                | Sept pièces-fantaisies pour piano                  |                                                                   | Piano           | 1898      |
| 32                | Sept pièces de caractère pour piano                |                                                                   | Piano           | 1899      |
| 34                | Cinq pièces pittoresques pour piano à quatre mains |                                                                   | Piano 4 mains   | 1899      |
| 36                | Neuf Bunte Blätter pour piano                      |                                                                   | Piano           | 1899      |
| 44                | Dix petites pièces pour piano                      |                                                                   | Piano           | 1900      |
| 45                | Six intermezzi pour piano                          |                                                                   | Piano           | 1900      |
| 53                | Sept silhouettes                                   |                                                                   | Piano           | 1900      |
| 58                | Six burlesques pour piano à quatre mains           |                                                                   | Piano 4 mains   | 1901      |
| 79a               | Dix pièces pour piano                              |                                                                   | Piano           | 1900-1904 |
| 81                | Variations et fugue sur un thème de Bach           | Variations sur un thème tiré de Auf Christi Himmelfahrt allein    | Piano           | 1904      |
| 82                | Aus mein Tagebuch                                  |                                                                   | Piano           | 1904-1912 |
| 86                | Variations et fugue sur un thème de Beethoven      | Transcrit pour orchestre en 1915                                  | 2 pianos        | 1904      |
| 89                | Quatre sonatines                                   |                                                                   | Piano           | 1905-1908 |
| 93                | Suite dans le style ancien en fa majeur            | Existe une transcription pour orchestre de 1916                   | Violon, piano   | 1906      |
| 94                | Six pièces pour piano à quatre mains               |                                                                   | Piano 4 mains   | 1906      |
| 96                | Introduction, passacaille et fugue en si mineur    |                                                                   | 2 pianos        | 1906      |
| 99                | Six préludes et fugues                             |                                                                   | Piano           | 1907      |
| 115               | Épisodes                                           |                                                                   | Piano           | 1910      |
| 132a              | Variations et fugue sur un thème de W. A. Mozart   | Transcription de l'Op. 132                                        | Orchestre       | 1914      |
| 134               | Variations et fugue sur un thème de Telemann       |                                                                   | Piano           | 1914      |
| 143               | Träume am Kamin                                    |                                                                   | Piano           | 1915      |

#### Œuvres pour violon
| Sonates pour violon seul |                                       |                           |                 |           |
| Opus                     | Titre                                 | Sous-titre / Commentaires | Instrumentation | Période   |
| 42/1                     | Sonate pour violon n° 1 en ré mineur  |                           | Violon          | 1900      |
| 42/2                     | Sonate pour violon n° 2 en la majeur  |                           | Violon          | 1900      |
| 42/3                     | Sonate pour violon n° 3 en si mineur  |                           | Violon          | 1900      |
| 42/4                     | Sonate pour violon n° 4 en sol mineur |                           | Violon          | 1900      |
| 91/1                     | Sonate pour violon n° 1               |                           | Violon          | 1905      |
| 91/2                     | Sonate pour violon n° 2               |                           | Violon          | 1905      |
| 91/3                     | Sonate pour violon n° 3               |                           | Violon          | 1905      |
| 91/4                     | Sonate pour violon n° 4               |                           | Violon          | 1905      |
| 91/5                     | Sonate pour violon n° 5               |                           | Violon          | 1905      |
| 91/6                     | Sonate pour violon n° 6               |                           | Violon          | 1905      |
| 91/7                     | Sonate pour violon n° 7               |                           | Violon          | 1905      |
| 117                      | Huit préludes et fugues               |                           | Violon          | 1909-1912 |
| 131a                     | Six préludes et fugues                |                           | Violon          | 1914      |

#### Œuvres pour violoncelle
| Œuvres pour violoncelle seul |                               |                           |                 |         |
| Opus                         | Titre                         | Sous-titre / Commentaires | Instrumentation | Période |
| 131c                         | Trois suites pour violoncelle |                           | Violoncelle     | 1915    |

#### Œuvres pour alto
| Œuvres pour alto seul |                        |                           |                 |         |
| Opus                  | Titre                  | Sous-titre / Commentaires | Instrumentation | Période |
| 131d                  | Trois suites pour alto |                           | Alto            | 1915    |

### Musique vocale

#### Musique chorale
| Musique chorale |                                                |                                                            |                                                                                |           |
| Opus            | Titre                                          | Sous-titre / Commentaires                                  | Instrumentation                                                                | Période   |
| 21              | Hymne an den Gesang                            | (Steiner) ?                                                | Chœur, orchestre/piano                                                         | 1898      |
| 71              | Gesang der Verklärten                          |                                                            | Chœur à cinq voix (deux sopranos, alto, ténor, basse) et orchestre (Busse ???) | 1903      |
| 106             | Psaume n° 100 en do mineur                     | Existe une version pour orgue de François Callebout (2003) | Chœur et orchestre                                                             | 1908-1909 |
| 110             | Trois motets à cinq voix pour chœur a cappella |                                                            | Chœur                                                                          | 1909-1912 |
| 112             | The Nuns                                       |                                                            | Chœur et orchestre                                                             | 1909      |
| 119             | Die Weihe der Nacht                            |                                                            | Alto, chœur d'hommes et orchestre                                              | 1911      |
| 126             | Römischer Triumphgesang                        |                                                            | Chœur d'hommes, orchestre                                                      | 1912      |
| 136             | Hymnus der Liebe                               |                                                            | Baryton/alto, orchestre                                                        | 1914      |
| 138b            | Der Mensch lebt und bestehet, motet            |                                                            | Chœur                                                                          | 1914      |

#### Chorals
| Chorals |                                                        |                           |                 |           |
| Opus    | Titre                                                  | Sous-titre / Commentaires | Instrumentation | Période   |
| 79f     | Quatorze chorals pour chœur à quatre, cinq ou six voix |                           | Chœur           | 1900-1904 |

#### Duos (soprano, alto, piano)
| Duos (soprano, alto, piano) |                                       |                           |                      |         |
| Opus                        | Titre                                 | Sous-titre / Commentaires | Instrumentation      | Période |
| 14                          | Cinq duos pour soprano, alto et piano |                           | Soprano, alto, piano | 1894    |
| 111a                        | Trois duos                            |                           | Soprano, alto, piano | 1909    |

#### Lieder
| Lieder |                                                                          |                           |                                   |           |
| Opus   | Titre                                                                    | Sous-titre / Commentaires | Instrumentation                   | Période   |
| 4      | Sechs Lieder für mittlere Stimme                                         |                           | ?                                 | 1890      |
| 6      | Trois lieder pour chœur SATB et piano                                    |                           |                                   | 1892      |
| 8      | Cinq lieder                                                              |                           |                                   | 1892      |
| 12     | Cinq lieder (dans le style de Franz Schubert)                            |                           |                                   | 1893      |
| 14b    | Ich stehe hoch uber'm See                                                | (Frau v. Lieven)          | Basse et piano                    | 1894      |
| 15     | Dix lieder pour voix moyenne et piano                                    |                           | Voix, piano                       | 1894      |
| 23     | Quatre lieder                                                            |                           |                                   | 1898      |
| 31     | Six poèmes pour voix médiane                                             |                           | Voix médiane                      | 1898      |
| 35     | Six lieder pour voix médiane                                             |                           | Voix médiane                      | 1899      |
| 37     | Cinq lieder                                                              |                           |                                   | 1899      |
| 38     | Sept chœurs pour chœur d'hommes                                          |                           |                                   | 1899      |
| 39     | Trois chœurs pour chœur à six voix                                       |                           | Soprano, 2 altos, ténor, 2 basses | 1899      |
| 43     | Huit lieder                                                              |                           |                                   | 1900      |
| 48     | Sept lieder pour voix médiane                                            |                           |                                   | 1900      |
| 51     | Douze lieder                                                             |                           |                                   | 1900      |
| 55     | Quinze lieder                                                            |                           |                                   | 1901      |
| 62     | Seize lieder                                                             |                           |                                   | 1901      |
| 66     | Douze lieder                                                             |                           |                                   | 1902      |
| 68     | Six lieder                                                               |                           |                                   | 1902      |
| 70     | Dix-sept lieder                                                          |                           |                                   | 1903      |
| 75     | Dix-huit lieder                                                          |                           |                                   | 1904      |
| 76     | Simples lieder                                                           |                           |                                   | 1903-1912 |
| 79c    | Huit lieder                                                              |                           |                                   | 1900-1904 |
| 83     | Dix lieder pour chœur d'hommes                                           |                           |                                   | 1904-1912 |
| 88     | Quatre lieder                                                            |                           |                                   | 1905      |
| 97     | Quatre lieder                                                            |                           |                                   | 1906      |
| 98     | Cinq lieder                                                              |                           |                                   | 1906      |
| 104    | Six lieder                                                               |                           |                                   | 1907      |
| 111b   | Trois lieder                                                             |                           | Chœur de femmes à 4 voix          | 1909      |
| 111c   | Trois lieder                                                             | Arrangement de l'op. 111b | Chœur de femmes à 3 voix          | 1909      |
| 137    | Douze lieder spirituels avec accompagnement de piano, harmonium ou orgue |                           |                                   | 1914      |
| 138    | Huit lieder spirituels pour chœur à quatre ou huit voix                  |                           | Chœur                             | 1914      |
| 142    | Fünf neue Kinderlider                                                    |                           | Voix, piano                       | 1915      |

#### Airs spirituels
| Airs spirituels |                      |                           |                                        |         |
| Opus            | Titre                | Sous-titre / Commentaires | Instrumentation                        | Période |
| 19              | Deux airs spirituels |                           | Voix médiane, orgue                    | 1898    |
| 105             | Deux airs spirituels |                           | Mezzo/baryton et orgue/harmonium/piano | 1907    |

#### Pièces liturgiques
| Pièces liturgiques |                                                               |                           |                 |         |
| Opus               | Titre                                                         | Sous-titre / Commentaires | Instrumentation | Période |
| 61                 | Simples pièces liturgiques pour utiliser durant les services' |                           |                 | 1901    |

#### Requiems
| Requiems |                                           |                                                 |                 |         |
| Opus     | Titre                                     | Sous-titre / Commentaires                       | Instrumentation | Période |
| 144b     | Requiem                                   | Texte de C. F. Hebbel, Seele, vergiss sie nicht |                 | 1915    |
| 145a     | Requiem latin (fragment Kyrie, Dies irae) |                                                 |                 | 1915    |

## Catalogue chronologique
| Catalogue chronologique |                                                                          |                                                                   |                                                                          |           |
| Opus                    | Titre                                                                    | Sous-titre / Commentaires                                         | Instrumentation                                                          | Période   |
| 1                       | Sonate pour violon et piano n° 1 en la mineur                            |                                                                   | Violon, piano                                                            | 1890      |
| 2                       | Trio avec piano n° 1 en si mineur                                        |                                                                   | Violon, alto, piano                                                      | 1891      |
| 3                       | Sonate pour violon et piano n° 2 en ré majeur                            |                                                                   | Violon, piano                                                            | 1891      |
| 4                       | Sechs Lieder für mittlere Stimme                                         |                                                                   | ?                                                                        | 1890      |
| 5                       | Sonate pour violoncelle et piano n°1 en fa mineur                        |                                                                   | Violoncelle, piano                                                       | 1892      |
| 6                       | Trois lieder pour chœur SATB et piano                                    |                                                                   |                                                                          | 1892      |
| 7                       | Trois pièces pour orgue                                                  |                                                                   | Orgue                                                                    | 1892      |
| 8                       | Cinq lieder                                                              |                                                                   |                                                                          | 1892      |
| 9                       | Douze Valses-Caprices pour piano à 4 mains                               |                                                                   | Piano 4-mains                                                            | 1892      |
| 10                      | Vingt Danses allemandes pour piano à 4 mains                             | Existe également un arrangement pour petit orchestre par L. Artok | Piano 4-mains                                                            | 1892      |
| 11                      | Sept valses pour piano                                                   |                                                                   | Piano                                                                    | 1893      |
| 12                      | Cinq Lieder (dans le style de Franz Schubert)                            |                                                                   |                                                                          | 1893      |
| 13                      | Lose Blätter pour piano                                                  |                                                                   | Piano                                                                    | 1894      |
| 14                      | Cinq Duos pour soprano, alto et piano                                    |                                                                   | Soprano, alto, piano                                                     | 1894      |
| 14b                     | Ich stehe hoch uber'm See                                                | (Frau v. Lieven)                                                  | Basse et piano                                                           | 1894      |
| 15                      | Dix Lieder pour voix moyenne et piano                                    |                                                                   | Voix, piano                                                              | 1894      |
| 16                      | Suite pour orgue n° 1 en mi mineur                                       | Existe également un arrangement pour piano 4 mains de Reger       | Orgue                                                                    | 1894-1895 |
| 17                      | Aus der Jugendzeit                                                       |                                                                   | Piano                                                                    | 1895      |
| 18                      | Huit Improvisations                                                      |                                                                   | Piano                                                                    | 1896      |
| 19                      | Deux Airs spirituels                                                     |                                                                   | Voix médiane, orgue                                                      | 1898      |
| 20                      | Cinq Humoresques                                                         |                                                                   | Piano                                                                    | 1898      |
| 21                      | Hymne an den Gesang                                                      | (Steiner) ?                                                       | Chœur, orchestre/piano                                                   | 1898      |
| 22                      | Six Valses pour piano à 4 mains                                          |                                                                   | Piano 4-mains                                                            | 1898      |
| 23                      | Quatre Lieder                                                            |                                                                   |                                                                          | 1898      |
| 24                      | Six pièces pour piano                                                    |                                                                   | Piano                                                                    | 1898      |
| 25                      | Aquarelles pour piano                                                    |                                                                   | Piano                                                                    | 1897-1898 |
| 26                      | Sept Pièces-fantaisie pour piano                                         |                                                                   | Piano                                                                    | 1898      |
| 27                      | Fantaisie pour orgue sur Ein feste Burg ist unser Gott                   | Transcrit pour piano 4 mains de Richard Lange                     | Orgue                                                                    | 1898      |
| 28                      | Sonate pour violoncelle et piano n° 2 en sol mineur                      |                                                                   | Violoncelle, piano                                                       | 1898      |
| 29                      | Fantaisie et fugue pour orgue en do mineur                               | Transcrit pour piano 4-mains par Richard Lange                    | Orgue                                                                    | 1898      |
| 30                      | Fantaisie pour orgue sur Freu dich sehr, o meine Seele                   |                                                                   | Orgue                                                                    | 1898      |
| 31                      | Six poèmes pour voix médiane                                             |                                                                   | Voix médiane                                                             | 1898      |
| 32                      | Sept pièces de caractère pour piano                                      |                                                                   | Piano                                                                    | 1899      |
| 33                      | Sonate pour orgue n° 1 en fa dièse mineur                                |                                                                   | Orgue                                                                    | 1899      |
| 34                      | Cinq Pièces pittoresques pour piano à 4 mains                            |                                                                   | Piano 4-mains                                                            | 1899      |
| 35                      | Six Lieder pour voix médiane                                             |                                                                   | Voix médiane                                                             | 1899      |
| 36                      | Neuf Bunte Blätter pour piano                                            |                                                                   | Piano                                                                    | 1899      |
| 37                      | Cinq Lieder                                                              |                                                                   |                                                                          | 1899      |
| 38                      | Sept Chœurs pour chœur d'hommes                                          |                                                                   |                                                                          | 1899      |
| 39                      | Trois Chœurs pour chœur à 6-voix                                         |                                                                   | Soprano, 2 altos, ténor, 2 basses                                        | 1899      |
| 40                      | Deux Fantaisies pour orgue                                               |                                                                   | Orgue                                                                    | 1899      |
| 41                      | Sonate pour violon et piano n° 3 en la majeur                            |                                                                   | Violon, piano                                                            | 1899      |
| 42                      | Quatre Sonates                                                           |                                                                   | Violon                                                                   | 1900      |
| 43                      | Huit Lieder                                                              |                                                                   |                                                                          | 1900      |
| 44                      | Dix Petites Pièces pour piano                                            |                                                                   | Piano                                                                    | 1900      |
| 45                      | Six Intermezzi pour piano                                                |                                                                   | Piano                                                                    | 1900      |
| 46                      | Fantaisie et Fugue sur B-A-C-H pour orgue                                |                                                                   | Orgue                                                                    | 1900      |
| 47                      | Six trios pour orgue                                                     |                                                                   | Orgue                                                                    | 1900      |
| 48                      | Sept Lieder pour voix médiane                                            |                                                                   |                                                                          | 1900      |
| 49/1                    | Sonate pour clarinette et piano n° 1 en la bémol majeur                  |                                                                   | Clarinette, piano                                                        | 1900      |
| 49/2                    | Sonate pour clarinette et piano n° 2 en fa dièse mineur                  |                                                                   | Clarinette, piano                                                        | 1900      |
| 50                      | Deux Romances pour violon et petit orchestre                             |                                                                   | Violon, orchestre                                                        | 1900      |
| 51                      | Douze Lieder                                                             |                                                                   |                                                                          | 1900      |
| 52                      | Trois Choral-Fantaisies                                                  |                                                                   | Orgue                                                                    | 1900      |
| 53                      | Sept Silhouettes                                                         |                                                                   | Piano                                                                    | 1900      |
| 54                      | Deux Quatuors à cordes                                                   |                                                                   | 2 violons, alto, violoncelle                                             | 1901      |
| 55                      | Quinze Lieder                                                            |                                                                   |                                                                          | 1901      |
| 56                      | Cinq Préludes et fugues                                                  |                                                                   | Orgue                                                                    | 1901      |
| 57                      | Fantaisie et Fugue symphonique                                           |                                                                   | Orgue                                                                    | 1901      |
| 58                      | Six Burlesques pour piano à 4 mains                                      |                                                                   | Piano 4-mains                                                            | 1901      |
| 59                      | Douze Pièces                                                             |                                                                   | Orgue                                                                    | 1901      |
| 60                      | Sonate pour orgue n° 2 en la mineur                                      |                                                                   | Orgue                                                                    | 1901      |
| 61                      | Simples Pièces liturgiques pour utiliser durant les services'            |                                                                   |                                                                          | 1901      |
| 62                      | Seize Lieder                                                             |                                                                   |                                                                          | 1901      |
| 63                      | Monologue pour orgue                                                     |                                                                   | Orgue                                                                    | 1902      |
| 64                      | Quintette avec piano n° 2 en do mineur                                   |                                                                   | 2 violons, alto, violoncelle, piano                                      | 1901-1902 |
| 65                      | Douze Pièces pour orgue                                                  |                                                                   | Orgue                                                                    | 1902      |
| 66                      | Douze Lieder                                                             |                                                                   |                                                                          | 1902      |
| 67                      | Cinquante-deux Préludes-Choral                                           |                                                                   | Orgue                                                                    | 1902      |
| 68                      | Six Lieder                                                               |                                                                   |                                                                          | 1902      |
| 69                      | Dix Pièces d'orgue                                                       |                                                                   | Orgue                                                                    | 1902      |
| 70                      | Dix-sept Lieder                                                          |                                                                   |                                                                          | 1903      |
| 71                      | Gesang der Verklärten                                                    |                                                                   | Chœur à 5 voix (2 sopranos, alto, ténor, basse) et orchestre (Busse ???) | 1903      |
| 72                      | Sonate pour violon et piano n° 4 en do majeur                            |                                                                   | Violon, piano                                                            | 1903      |
| 73                      | Variations et fugue sur un thème original en fa dièse mineur             |                                                                   | Orgue                                                                    | 1903      |
| 74                      | Quatuor à cordes nº 3 en la mineur                                       |                                                                   | 2 violons, alto, violoncelle                                             | 1903-1904 |
| 75                      | Dix-huit Lieder                                                          |                                                                   |                                                                          | 1904      |
| 76                      | Simples Lieder                                                           |                                                                   |                                                                          | 1903-1912 |
| 77a                     | Sérénade n° 1 en ré majeur                                               |                                                                   | Flûte, violon, alto                                                      | 1904      |
| 77b                     | Trio à cordes n° 1 en la mineur                                          |                                                                   | Violon, alto, violoncelle                                                | 1904      |
| 78                      | Sonate pour violoncelle et piano n° 3 en fa majeur                       |                                                                   | Violoncelle, piano                                                       | 1904      |
| 79a                     | Dix Pièces pour piano                                                    |                                                                   | Piano                                                                    | 1900-1904 |
| 79b                     | Préludes-Choral pour orgue                                               |                                                                   | Orgue                                                                    | 1900-1904 |
| 79c                     | Huit Lieder                                                              |                                                                   |                                                                          | 1900-1904 |
| 79d                     | Suite pour violon et piano                                               |                                                                   | Violon, piano                                                            | 1902-1904 |
| 79e                     | Deux Pièces pour violoncelle et piano                                    |                                                                   | Violoncelle, piano                                                       | 1904      |
| 79f                     | Quatorze Chorals pour chœur à 4, 5 ou 6 voix                             |                                                                   | Chœur                                                                    | 1900-1904 |
| ??                      | Trois Chorals pour chœur de femmes/enfants                               |                                                                   |                                                                          | 1900-1904 |
| 80                      | Douze Pièces pour orgue                                                  |                                                                   | Orgue                                                                    | 1904      |
| 81                      | Variations et fugue sur un thème de Bach                                 | Variations sur un thème tiré de Auf Christi Himmelfahrt allein    | Piano                                                                    | 1904      |
| 82                      | Aus mein Tagebuch                                                        |                                                                   | Piano                                                                    | 1904-1912 |
| 83                      | Dix Lieder pour chœur d'hommes                                           |                                                                   |                                                                          | 1904-1912 |
| 84                      | Sonate pour violon et piano n° 5 en fa dièse mineur                      |                                                                   | Violon, piano                                                            | 1905      |
| 85                      | Quatre Préludes et fugues                                                |                                                                   | Orgue                                                                    | 1905      |
| 86                      | Variations et fugue sur un thème de Beethoven                            | Transcrit pour orchestre en 1915                                  | 2 pianos                                                                 | 1904      |
| 87                      | Deux Compositions pour violon et piano                                   |                                                                   | Violon, piano                                                            | 1905      |
| 88                      | Quatre Lieder                                                            |                                                                   |                                                                          | 1905      |
| 89                      | Quatre Sonatines                                                         |                                                                   | Piano                                                                    | 1905-1908 |
| 90                      | Sinfonietta en la majeur                                                 |                                                                   | Orchestre                                                                | 1904-1905 |
| 91                      | Sept Sonates                                                             |                                                                   | Violon                                                                   | 1905      |
| 92                      | Suite pour orgue n° 2                                                    |                                                                   | Orgue                                                                    | 1905      |
| 93                      | Suite dans le style ancien en fa majeur                                  | Existe une transcription pour orchestre de 1916                   | Violon, piano                                                            | 1906      |
| 94                      | Six Pièces pour piano 4-mains                                            |                                                                   | Piano 4-mains                                                            | 1906      |
| 95                      | Sérénade en sol majeur                                                   |                                                                   | Orchestre                                                                | 1905-1906 |
| 96                      | Introduction, passacaille et fugue en si mineur                          |                                                                   | 2 pianos                                                                 | 1906      |
| 97                      | Quatre Lieder                                                            |                                                                   |                                                                          | 1906      |
| 98                      | Cinq Lieder                                                              |                                                                   |                                                                          | 1906      |
| 99                      | Six Préludes et fugues                                                   |                                                                   | Piano                                                                    | 1907      |
| 100                     | Variations et fugue sur un thème joyeux de Hiller                        |                                                                   | Orchestre                                                                | 1907      |
| 101                     | Concerto pour violon en la majeur                                        |                                                                   | Violon, orchestre                                                        | 1907-1908 |
| 102                     | Trio avec piano n° 2 en mi mineur                                        |                                                                   | Violon, violoncelle, piano                                               | 1907-1908 |
| 103a                    | Hausmusik : Suite pour violon et piano en la mineur                      |                                                                   | Violon, piano                                                            | 1908      |
| 103b/1                  | Sonate pour violon et piano n°6 en la mineur                             |                                                                   | Violon, piano                                                            | 1909      |
| 103b/2                  | Sonate pour violon et piano n° 7 en la majeur                            |                                                                   | Violon, piano                                                            | 1909      |
| 103c                    | Douze petites pièces sur un lieder op. 76                                |                                                                   | Violon, piano                                                            | 1908      |
| 104                     | Six Lieder                                                               |                                                                   |                                                                          | 1907      |
| 105                     | Deux Airs spirituels                                                     |                                                                   | Mezzo/baryton et orgue/harmonium/piano                                   | 1907      |
| 106                     | Psaume n° 100 en do mineur                                               | Existe une version pour orgue de François Callebout (2003)        | Chœur et orchestre                                                       | 1908-1909 |
| 107                     | Sonate pour clarinette et piano n° 3 en si bémol majeur                  | La clarinette peut être remplacée par un alto ou un violon        | Clarinette, piano                                                        | 1908-1909 |
| 108                     | Prologue symphonique à une tragédie                                      |                                                                   | Orchestre                                                                | 1908      |
| 109                     | Quatuor à cordes n° 4 en mi bémol majeur                                 |                                                                   | 2 violons, alto, violoncelle                                             | 1909      |
| 110                     | Trois Motets à 5 voix pour chœur a cappella                              |                                                                   | Chœur                                                                    | 1909-1912 |
| 111a                    | Trois Duos                                                               |                                                                   | Soprano, alto et piano                                                   | 1909      |
| 111b                    | Trois Lieder                                                             |                                                                   | Chœur de femmes à 4 voix                                                 | 1909      |
| 111c                    | Trois Lieder                                                             | Arrangement de l'op. 111b                                         | Chœur de femmes à 3 voix                                                 | 1909      |
| 112                     | The Nuns                                                                 |                                                                   | Chœur et orchestre                                                       | 1909      |
| 113                     | Quatuor avec piano n° 1 en la mineur                                     |                                                                   | Violon, alto, violoncelle, piano                                         | 1910      |
| 114                     | Concerto pour piano en fa mineur                                         |                                                                   | Piano, orchestre                                                         | 1910      |
| 115                     | Episodes                                                                 |                                                                   | Piano                                                                    | 1910      |
| 116                     | Sonate pour violoncelle et piano n° 4 en la mineur                       |                                                                   | Violoncelle, piano                                                       | 1910      |
| 117                     | Huit Préludes et fugues                                                  |                                                                   | Violon                                                                   | 1909-1912 |
| 118                     | Sextuor à cordes en fa majeur                                            |                                                                   | 2 violons, 2 altos, 2 violoncelles                                       | 1910      |
| 119                     | Die Weihe der Nacht                                                      |                                                                   | Alto, chœur d'hommes et orchestre                                        | 1911      |
| 120                     | Eine Lustspielovertüre                                                   |                                                                   | Orchestre                                                                | 1911      |
| 121                     | Quatuor à cordes n° 5 en fa dièse mineur                                 |                                                                   | 2 violons, alto, violoncelle                                             | 1911      |
| 122                     | Sonate pour violon et piano n° 8 en mi mineur                            |                                                                   | Violon, piano                                                            | 1911      |
| 123                     | Concert dans le style ancien en fa majeur                                |                                                                   | Orchestre                                                                | 1912      |
| 124                     | An die Hoffnung                                                          |                                                                   | Alto ou mezzo, orchestre ou piano                                        | 1912      |
| 125                     | Suite romantique                                                         |                                                                   | Orchestre                                                                | 1912      |
| 126                     | Römischer Triumphgesang                                                  |                                                                   | Chœur d'hommes, orchestre                                                | 1912      |
| 127                     | Introduction, passacaille et fugue en mi mineur                          |                                                                   | Orgue                                                                    | 1913      |
| 128                     | Quatre Poèmes symphoniques d'après A. Böcklin                            |                                                                   | Orchestre                                                                | 1913      |
| 129                     | Neuf Pièces                                                              |                                                                   | Orgue                                                                    | 1913      |
| 130                     | Suite de Ballet en ré majeur                                             |                                                                   | Orchestre                                                                | 1913      |
| 131a                    | Six Préludes et fugues                                                   |                                                                   | Violon                                                                   | 1914      |
| 131b                    | Trois Duos (canons et fugues) en style ancien                            |                                                                   | 2 violons                                                                | 1914      |
| 131c                    | Trois Suites pour violoncelle                                            |                                                                   | Violoncelle                                                              | 1915      |
| 131d                    | Trois suites pour alto                                                   |                                                                   | Alto                                                                     | 1915      |
| 132                     | Variations et fugue sur un thème de W. A. Mozart                         | Existe un arrangement pour 2 pianos op. 132a (1914)               | Orchestre                                                                | 1914      |
| 133                     | Quatuor avec piano n° 2 en la mineur                                     |                                                                   | Violon, alto, violoncelle, piano                                         | 1914      |
| 134                     | Variations et fugue sur un thème de Telemann                             |                                                                   | Piano                                                                    | 1914      |
| 135a                    | Trente petits Préludes-Choral                                            |                                                                   | Orgue                                                                    | 1914      |
| 135b                    | Fantaisie et fugue en ré mineur                                          |                                                                   | Orgue                                                                    | 1916      |
| 136                     | Hymnus der Liebe                                                         |                                                                   | Baryton/alto, orchestre                                                  | 1914      |
| 137                     | Douze Lieder spirituels avec accompagnement de piano, harmonium ou orgue |                                                                   |                                                                          | 1914      |
| 138                     | Huit Lieder spirituels pour chœur à 4-8 voix                             |                                                                   | Chœur                                                                    | 1914      |
| 138b                    | Der Mensch lebt und bestehet, motet pour chœur mixte non accompagné      |                                                                   | Chœur                                                                    | 1914      |
| 139                     | Sonate pour violon et piano n° 9 en do mineur                            |                                                                   | Violon, piano                                                            | 1915      |
| 140                     | Eine vaterländische Ouvertüre                                            |                                                                   | Orchestre                                                                | 1915      |
| 141a                    | Sérénade n°2 en sol majeur                                               |                                                                   | Flûte, violon, alto                                                      | 1915      |
| 141b                    | Trio à cordes n°2 en la mineur                                           |                                                                   | Violon, alto, violoncelle                                                | 1915      |
| 142                     | Fünf neue Kinderlider                                                    |                                                                   | Voix, piano                                                              | 1915      |
| 143                     | Träume am Kamin                                                          |                                                                   | Piano                                                                    | 1915      |
| 144a                    | Der Einseidler                                                           |                                                                   | ???                                                                      | 1915      |
| 144b                    | Requiem                                                                  | Texte de C. F. Hebbel, Seele, vergiss sie nicht                   |                                                                          | 1915      |
| 145                     | Sept Pièces                                                              |                                                                   | Orgue                                                                    | 1915-1916 |
| 145a                    | Requiem latin (fragment Kyrie, Dies irae)                                |                                                                   |                                                                          | 1915      |
| 146                     | Quintette avec clarinette en la majeur                                   |                                                                   | Clarinette, 2 violons, alto, violoncelle                                 | 1916      |
| 147                     | Andante et Rondo                                                         |                                                                   | Violon, orchestre                                                        | 1916      |

## Œuvres sans numéros d'opus
- Quatuor à cordes, la mineur (1888–1889) (avec contrebasse dans le final)
- Scherzo pour flûte et quatuor à cordes, sol mineur (1888 ou 1889)
- Castra vetera, musique de scène (1889–1890)
- Heroide, mouvement symphonique pour orchestre, ré mineur (1889)
- Mouvement symphonique  pour orchestre, ré mineur (1890)
- Scherzo pour deux quatuors à cordes, sol mineur (1890-1892?)
- Grande valse de concert pour piano, Op. 378 (1891)
- Six préludes chorals pour orgue (1893–1908)
  - nº 1 O Traurigkeit
  - nº 2 Komm süßer Tod
  - nº 3 Christ ist erstanden
  - nº 4 O Haupt voll Blut und Wunden
  - nº 5 Es kommt ein Schiff geladen
  - nº 6 Wie schön leucht't uns der Morgenstern
- Parties de violon pour six sonatines, Op. 36 de Clementi (avant 1895)
- Quintette avec piano, do mineur (1897–1898)
- Andante lyrique (Liebestraum) pour cordes (1898)
- Scherzino pour cor anglais et cordes (1899)
- 111 Canons en toutes les tonalités majeures et mineures pour piano (1895)
- Tantum ergo sacramentum pour chœur à cinq voix (1895)
- Étude brillante pour piano, do mineur (1896)
- Gloriabuntur in te omnes pour chœur à quatre voix (1898?)
- An der schönen blauen Donau, improvisation pour piano (1898)
- Grüsse an die Jugend pour piano (1898)
  - nº 1 Fughette
  - nº 2 Caprice fantastique
  - nº 3 Abenddämmerung
  - nº 4 Albumblatt
  - nº 5 Scherzo
  - nº 6 Humoresque
- Trois feuilles d'album pour piano (1898–1899)
  - nº 1 Miniature gavotte
  - nº 2 Allegretto grazioso
  - nº 3 Andante
- Maria Himmelsfreud! pour chœur (Heuberger) (1899 or 1900)
- Introduction et passacaille pour orgue, la mineur (1899)
- Prélude pour orgue, do mineur (1900)
- Blätter und Blüten pour piano (1900–1902)
  - nº 1 Albumblad
  - nº 2 Humoresque
  - nº 3 Frühlingslied
  - nº 4 Elegie
  - nº 5 Jagdstück
  - nº 6 Melodie
  - nº 7 Moment musical nº 1
  - nº 8 Moment musical nº 2
  - nº 9 Gigue
  - nº 10 Romanze nº 1
  - nº 11 Romanze nº 2
  - nº 12 Scherzino
- Trois lieder spirituels pour mezzo ou baryton et orgue (1900/1903)
- Caprice pour violoncelle et piano, la mineur (1901)
- Variations et fugue sur Heil unserm König pour orgue, do majeur (1901)
- Quatre Spezialstudien pour piano (main gauche) (1901)
  - nº 1 Scherzo
  - nº 2 Humoresque
  - nº 3 Romanze
  - nº 4 Prélude et fugue
- Quatre pièces pour piano (1901–1906)
  - nº 1 Romanze, ré majeur (1906)
  - nº 2 Improvisation, mi mineur (1901)
  - nº 3 Nachtstück (1903)
  - nº 4 Perpetuum mobile, do majeur (1902)
- Albumblatt pour clarinette ou violon et piano, mi bémol majeur (1902)
- Tarantelle pour clarinette ou violon et piano, sol mineur (1902)
- Allegretto grazioso pour flûte et piano, la majeur (1902)
- Prélude et fugue pour violon, la mineur (1902)
- Romance pour violon et piano, sol majeur (1902)
- Petite caprice pour violon et piano, sol mineur (1902)
- Prélude et fugue pour orgue, la mineur (1902)
- Palmsonntagsmorgen  (Geibel)  pour chœur à cinq voix (1902)
- In der Nacht pour piano (1902)
- Cinq cantates (1903–1905)
  - Vom Himmel hoch, da komm ich her
  - O wie selig seid ihr doch, ihr Frommen
  - O Haupt voll Blut und Wunden
  - Meinen Jesum lass ich nicht
  - Auferstanden, auferstanden
- Sérénade pour les vents, un mouvement (1904)
- Romance pour harmonium, la mineur (1904)
- Perpetuum mobile pour piano, do dièse mineur (1905)
- Deux pièces pour piano (1906)
  - nº 1 Scherzo, fa dièse mineur
  - nº 2 Caprice, fa dièse mineur
- Prélude et fugue pour orgue, sol dièse mineur (1906)
- Ewig Dein!, pièce de salon pour piano, Op. 17523 (1907)
- Weihegesang pour chœur et orchestre de vents (Liebmann), la majeur (1908)
- Vater unser pour chœur à douze voix (1909) (completed by Hasse)
- An Zeppelin pour chœur d'hommes à quatre voix ou  chœur d'enfants (1909)
- Lasset uns den Herren preisen pour chœur à cinq voix (Rist) (1911)
- Vingt Responsorien pour chœur (1911)
- Prélude et fugue pour orgue, fa dièse mineur (1912)
- Sylvester-Canonen pour chœur (1913)
- Abschiedslied pour chœur (1914)
- Marsch der Stiftsdamen pour piano (1914)
- Befiehl dem Herrn deine Wege, Trauungslied pour soprano, alto et orgue
- Prélude pour violon, mi mineur (1915)
- Fughetta sur das Deutschlandslied pour piano (1916)

### Orgue Seul (sans opus)
- Introduction et passacaille, ré mineur (1899)
- Prélude d'orgue, do mineur (1900)
- Variations et fugue sur « Heil, unserm König Heil » (« Heil dir im Siegerkranz ») (1901)
- Prélude et fugue, ré mineur (1902)
- Méthode pour jouer le trio. Inventions à deux voix de J. S. Bach, arrangées pour l'orgue par Max Reger et Karl Straube (1903)
- Romance pour harmonium, la mineur, version pour orgue par l'auteur (1904)
- Prélude et fugue, sol dièse mineur (1906)
- Prélude et fugue, fa dièse mineur (1912)
- Chorals préludes  :
  - O Traurigkeit, o Herzeleid (1893)
  - Komm, süßer Tod (1894)
  - Wer weiß, wie nahe mir mein Ende (1900)
  - Christ ist erstanden von dem Tod (1901)